# Marnaz
Marnaz é uma comuna francesa na região administrativa de Auvérnia-Ródano-Alpes, no departamento da Alta Saboia. Estende-se por uma área de 9.02 km². Em 2010 a comuna tinha 5 723 habitantes (densidade: 634,5 hab./km²).